# 芳华镇
芳华镇，是中华人民共和国云南省曲靖市陆良县下辖的一个镇。

## 行政区划
芳华镇下辖以下地区：
芳华社区、龙潭社区、雨补村、戚家山村、狮子口村、雍家村、双合村、板田村、乘民村和高栗村。

## 中国传统村落
2013年8月，雍家村被评为第二批中国传统村落。